# King Gimp
King Gimp – amerykański film krótkometrażowy z 1999 roku.

## Nagrody
| Nazwa nagrody | Wygrane                                                                                        | Nominacje    |
| ------------- | ---------------------------------------------------------------------------------------------- | ------------ |
| Oscar         | 2000 Najlepszy krótkometrażowy film dokumentalny Susan Hannah Hadary oraz William A. Whiteford | 2000 wygrana |